# S/2003 J 4
S/2003 J 4 – mały zewnętrzny księżyc Jowisza. Został on odkryty przez grupę astronomów z Uniwersytetu Hawajskiego pod przewodnictwem Scotta Shepparda w 2003 roku.
S/2003 J 4 obiega Jowisza ruchem wstecznym, czyli w kierunku przeciwnym do obrotu planety wokół własnej osi. Satelita należy do grupy Pazyfae.